# Sapporo Dome
Sapporo Dome je japonský fotbalový stadion ve městě Sapporo. Stadion byl postaven v roce 2001 pro účely Mistrovství světa ve fotbale v roce 2002. Stadion má dvě části, jednu otevřenou a jednu krytou. Trávník se mezi nimi v případě potřeby přesunuje na unikátním systému vzduchových polštářů. Na stadioně se odehrály 3 zápasy základních skupin MS 2002. Stadion byl využit také pro zápasy Mistrovství světa v ragby 2019.